# تسورونا-زالامبسا
تسورونا-زالامبسا (به لاتین: Tsorona-Zalambessa) یک شهرک در اتیوپی است که در منطقه تیگرای واقع شده‌است.

## خصوصیات
تسورونا-زالامبسا ۱۰٬۵۵۱ نفر جمعیت دارد.